# Czerwony Dwór w Zakopanem
Czerwony Dwór (Władysławówka) – dom w stylu zakopiańskim, znajdujący się w Zakopanem, przy ulicy Kasprusie 17.
Obiekt wpisany został do rejestru zabytków nieruchomych województwa małopolskiego.

## Historia
Dom zbudowano w 1902 r. Podczas remontu w 1907 r. otrzymał on charakterystyczny czerwony dach. Budynek w którym mieściło się gminne przedszkole, zostanie przekazany twórcom ludowym. 

## Goście
W ciągu ponad stu lat istnienia dworu wizytowało w nim wiele wybitnych osób, m.in. Artur Rubinstein, Karol Szymanowski, Stefan Żeromski z synem i Józef Kuraś.